# María Angélica Barreda
María Angélica Barreda (La Plata, 15 de mayo de 1887 - La Plata, 21 de julio de 1963) fue la primera abogada de la República Argentina, habiéndose recibido poco antes de quien luego sería la segunda del país, Celia Tapias. 
Hija de Alberto Barreda Hernández y de Rita Fernández de Barreda. María Angélica quiso estudiar medicina, pero en ese momento no podía costearse los estudios en Buenos Aires, dado que vivía en La Plata junto con su madre viuda y sus hermanas. En esta ciudad estudió y se graduó de abogada en la Facultad de Ciencias Jurídicas y Sociales de la Universidad Nacional de La Plata en 1909, en ese momento contaba con 23 años. Prestó juramento en mayo del año siguiente.
Fue la primera mujer egresada de derecho de esta facultad en esta universidad y de la Argentina. Sin embargo, inicialmente no le dejaron ejercer como abogada debido a que pensaban que tenía una capitis deminutio, esto es, disminución de la capacidad por naturaleza, específicamente por ser mujer. Personas de autoridad se echaron en su contra; como el procurador general, Manuel F. Escobar, que emitió un dictamen a favor de que no se le admitiese su matriculación. Ella quería superar estas dificultades, pero en aquel tiempo no existía ninguna ley que le pudiese defender. Así invocó en defensa propia a la Constitución de la Provincia de Buenos Aires, la cual garantiza la libertad de aprender sin discriminación según el género. La Suprema Corte, en un fallo dividido, acabó autorizando a María Angélica a matricularse y jurar como abogada.
María Angélica Barreda fue abogada más de 40 años y murió con 76 años, el 21 de julio de 1963.